# The Living Years
The Living Years è il secondo album della band inglese Mike + The Mechanics pubblicato nel 1988. Prodotto da Christopher Neil e Mike Rutherford, vede per la prima volta collaborare Nick Davis, qui come ingegnere del suono, con un membro dei Genesis.

## Il disco
Rispetto al primo album le sonorità si fanno meno melodiche. Il singolo estratto fu la title track, dove si racconta il frequente cattivo rapporto tra genitori e figli; una canzone quasi gospel con il ritornello corale, ma ebbe successo. Da notare il fatto che sia i compositori del brano, Mike e B.A. Robertson, sia il cantante Paul Carrack erano già orfani di padre al momento dell'uscita del brano. La frase riassume lo spirito della canzone: 
Si segnalano i brani Nobody's Perfect, Nobody Knows, Blame, Beautiful day e la finale Why Me. In Seeing Is Believing si parla di fede e politica.
Nel 2014, in occasione del venticinquennale del disco, una versione deluxe doppia contenente un secondo cd con rarità dal vivo e dettagliate note di copertina scritte dal giornalista italiano Mario Giammetti è uscita sia in Europa (per la Universal) che negli Stati Uniti (per la Rhino).
Nel 2014 è stato pubblicato il libro autobiografico di Mike Rutherford intitolato "The Living Years" (Ed. Arcana), il cui titolo riprende quello dell'album.

## Tracce
1. Nobody's Perfect – 4:48 (Brian Alexander Robertson, Mike Rutherford)
2. The Living Years – 5:33 (Robertson, Rutherford)
3. Seeing Is Believing – 3:11 (Robertson, Rutherford)
4. Nobody Knows – 4:24 (Christopher Neil, Rutherford)
5. Poor Boy Down – 4:36 (Neil, Rutherford)
6. Blame – 5:26 (Neil, Rutherford)
7. Don't – 5:43 (Neil, Rutherford)
8. Black & Blue – 3:28 (Robertson, Rutherford, Paul Young)
9. Beautiful Day – 3:37 (Neil, Rutherford, Young)
10. Why Me? – 6:27 (Robertson, Rutherford)

## Formazione
- Paul Young, voce;
- Mike Rutherford, basso, chitarra, voce
- Adrian Lee, tastiere;
- Paul Carrack, tastiere;
- Peter Van Hooke, batteria.